# Benedicta Boccoli
Benedicta Boccoli (* 11. listopadu 1966) je italská herečka. Její sestrou je herečka Brigitta Boccoli. Narodila se v Miláně, ale již v dětství se s rodinou přestěhovala do Říma. V televizi poprvé vystupovala v roce 1985 (v pořadu Pronto, chi gioca?). V roce 2007 hrála ve filmu Valčík, jehož režisérem byl Salvatore Maira. Vystupuje však převážně v divadle.